# Rupnarayan
Rupnarayan és un riu de Jharkhand que neix amb el nom de Dhaleswari (Dhalkisor) a l'altiplà de Chhota Nagpur, a la muntanya Tilabani, al nord-est de Purulia. Després segueix un curs tortuós cap al sud-est i passa per Bankura, on és conegut com a Dwarakeswar. Segueix cap a Ghatal on es troba amb el Silai, i llavors agafa el nom de Rupnarayan i amb aquest nom corre 79 km més fins que desaigua al riu Hugli (Hooghly). Hi abunda el peix anomenat hilsa. A Kolaghat té una planta tèrmica.
Antigament fou una de les sortides del Ganges. És navegable per bots de fins a 4 tones.